# Энестрём, Густав Яльмар
Густав Яльмар Энестрём (швед. Gustaf Hjalmar Eneström; 5 сентября 1852, приход Нора — 10 июня 1923[…], Хедвиг-Элеонора, Стокгольм) — шведский математик, историк математики, статистик, библиограф

, библиотекарь

, издатель и редактор стокгольмского журнала «Bibliotheca mathematica»; известен введением индекса Энестрёма.

## Биография
Густав Энестрём родился 5 сентября 1852 года в приходе Нора в Швеции. Высшее образование и степень бакалавра философии («filosofie kandidat») Энестрем получил в Упсальском университете в 1871 году.

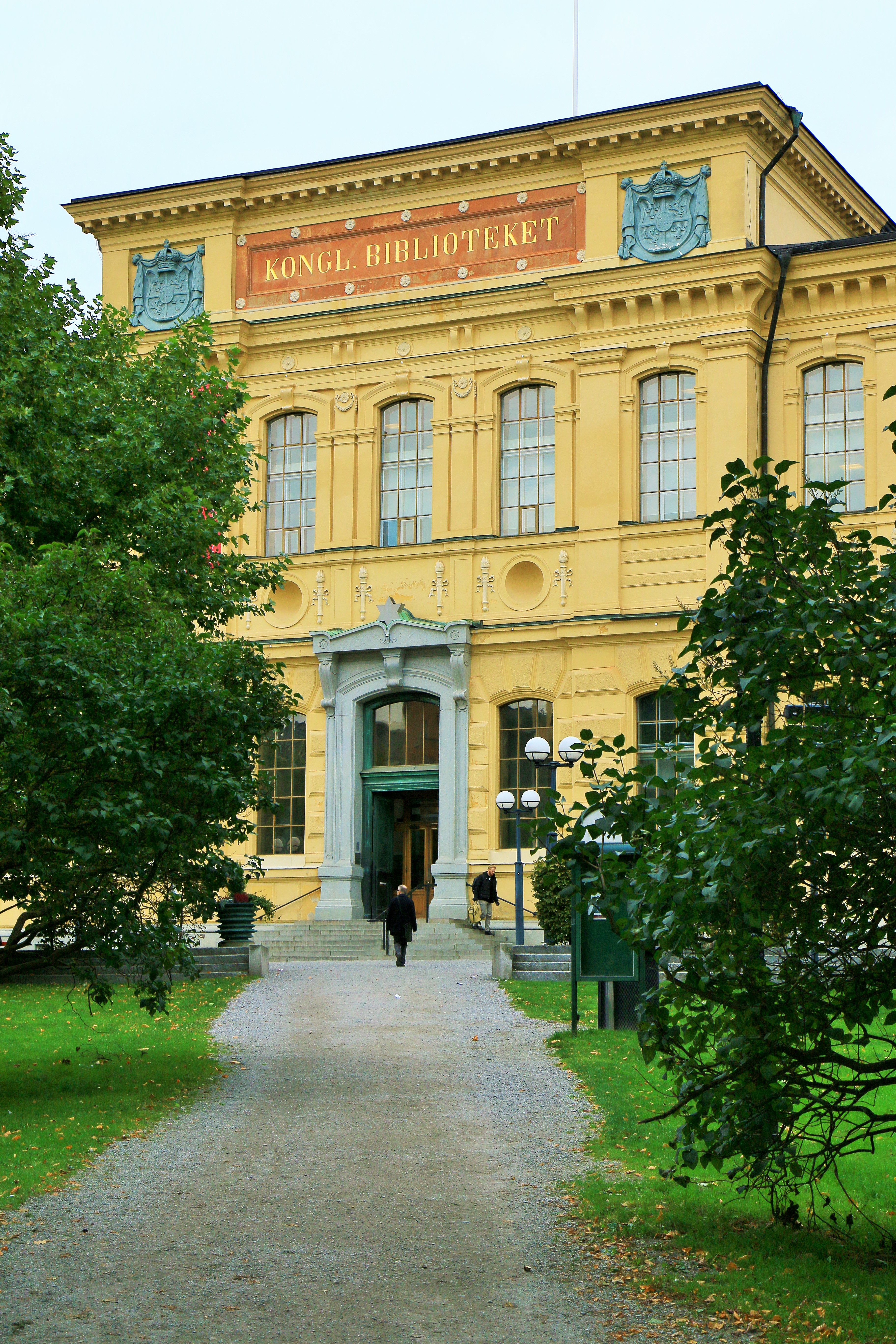
Королевская библиотека Швеции

В 1875 году был принят на должность экстраординарного адъюнкта в библиотеке альма-матер из которой, в 1879 году, перешёл на службу в Королевскую библиотеку Швеции.
В 1884 году Густав Яльмар Энестрём основал за счет собственных средств журнал «Bibliotheca mathematica», посвященный вопросам связанным с историей математики и по 1914 год был его издателем и редактором; упомянутый журнал и по сей день является ценным сборником исторических материалов. В истории математики Энестрём был известен как оппонент и критик трактовок Морица Бенедикта Кантора.
Вместе с японским математиком Соити Какэя он стал известен благодаря теореме Энестрёма-Какейя, которая определяет кольцо, содержащее корни действительного многочлена.
В 1918 году он стал почётным доктором философии Лундского университета.
Густав Яльмар Энестрём скончался 10 июня 1923 года в городе Стокгольме не оставив после себя наследников (учёный никогда не состоял в браке).
В год смерти Энестрёма, американский историк науки бельгийского происхождения Джордж Сартон написал об учёном следующие слова: «Никто не сделал большего для здорового развития наших исследований» и добавил: «Само присутствие Энестрёма заставляло каждого ученого, посвятившего себя истории математики, повышать свою внимательность и улучшать свою работу».